# David Bowie
David Bowie (phát âm /ˈboʊ.iː/; tên thật David Robert Jones; 8 tháng 1 năm 1947 – 10 tháng 1 năm 2016) là ca sĩ, nhạc sĩ, diễn viên, nhà sản xuất âm nhạc người Anh. Với gần 5 thập kỉ không ngừng tự làm mới hình ảnh và sáng tác trong lĩnh vực âm nhạc đại chúng, David Bowie và các sáng tác của ông, đặc biệt trong thập niên 70 của thế kỉ XX, được coi là có tầm ảnh hưởng rộng lớn. Ông cũng được nhớ đến bởi chất giọng đặc biệt  và chiều sâu tư duy trong sáng tác.
Ngày 10 tháng 1 năm 2016, Bowie qua đời sau 18 tháng chống chọi với căn bệnh ung thư.

## Danh sách đĩa nhạc
- David Bowie (1967)
- David Bowie (còn được phát hành với tựa đề Space Oddity) (1969)
- The Man Who Sold the World (1970)
- Hunky Dory (1971)
- The Rise and Fall of Ziggy Stardust and the Spiders from Mars (1972)
- Aladdin Sane (1973)
- Pin Ups (1973)
- Diamond Dogs (1974)
- Young Americans (1975)
- Station to Station (1976)
- Low (1977)
- "Heroes" (1977)
- Lodger (1979)
- Scary Monsters (And Super Creeps) (1980)
- Let's Dance (1983)
- Tonight (1984)
- Never Let Me Down (1987)
- Tin Machine (1989)
- Tin Machine II (1991)
- Black Tie White Noise (1993)
- The Buddha of Suburbia (1993)
- Outside (1995)
- Earthling (1997)
- 'Hours...' (1999)
- Heathen (2002)
- Reality (2003)
- The Next Day (2013)
- Blackstar (2016)

## Sự nghiệp điện ảnh
- The Man Who Fell to Earth (1976)
- Just a Gigolo (1978)
- Christiane F. (1981)
- The Snowman (1982)
- Baal (1982)
- Yellowbeard (1983)
- Merry Christmas, Mr. Lawrence (1983)
- The Hunger (1983)
- Jazzin' for Blue Jean (1984)
- Labyrinth (1986)
- Absolute Beginners (1986)
- The Last Temptation of Christ (1988)
- The Linguini Incident (1991)
- Dream On (chương trình truyền hình) (1991)
- Basquiat (1996)
- Gunslinger's Revenge (1998)
- Everybody Loves Sunshine (1999)
- Mr. Rice's Secret (2000)
- Zoolander (2001)
- The Prestige (2006)